# 管唇鱼
管唇鱼（学名：Cheilio inermis）为輻鰭魚綱鱸形目隆頭魚亞目隆头鱼科管唇鱼属的鱼类。分布印度太平洋區，從紅海、東非至夏威夷群島、復活節島，北至日本南部、南迄豪勳爵島海域，棲息深度1-30公尺，本魚幼魚通常是褐色班點或者綠色，有時有一條寬的側面斑紋，少數個體可能是全身黃色，大的雄魚體色可能發育鮮黃色、橘色、黑色、白色或多色彩小區塊，背鰭硬棘9枚，背鰭軟條12-14枚，臀鰭硬棘3枚，臀鰭軟條11-12枚，體長可達50公分，棲息在海草生長的海床，通常獨居，以甲殼類、軟體動物等為食，可作為觀賞魚。该物种的模式产地在红海。